# Худайбергенов, Мадьяр
Мадьяр Худайбергенович Худайбергенов (узб. Madyar Xudayberganov; 28 декабря 1924, к. Ябли-Кангла, Шаватский район, Узбекская ССР, СССР — 29 июня 2016, Ташкент, Узбекистан) — советский узбекский государственный и партийный деятель. Первый секретарь Хорезмского обкома КП Узбекистана (1968—1986).

## Биография
Родился 28 декабря 1924 года в кишлаке Яблы-кангла Шаватского района Хорезмской области Узбекской ССР. Член ВКП(б) с 1949.

### Образование
Окончил Ургенский учительский институт.
Окончил Высшую партийную школу при ЦК КПСС.
В 1971 защитил диссертацию на соискание учёной степени кандидата экономических наук. Тема диссертации: «Образование и использование производственного накопления в колхозах: на материалах колхозов Хорезмской области».

### Трудовая деятельность
С 1941 года — на общественной и политической работе. В 1941—1986 гг. — учитель, в РККА, заведующий учебной частью, директор школы, заведующий районным отделом народного образования, секретарь Шаватского районного комитета КП(б) Узбекистана, заведующий Отделом Хорезмского областного комитета КП Узбекистана, первый секретарь Хивинского районного комитета КП Узбекистана, председатель Исполнительного комитета Хорезмского областного Совета, 1-й секретарь Хорезмского областного комитета КП Узбекистана.
Избирался депутатом Верховного Совета СССР 8-го, 9-го, 10-го, 11-го созывов.
Умер в 2016 году.

## Награды
- 4 ордена Ленина
- Орден Октябрьской Революции
- Орден Отечественной войны I степени
- Медаль «За трудовую доблесть»
- Медаль «За отвагу»
- Заслуженный работник культуры Узбекской ССР (29.12.1973)[2]